# Faktor VIII
Faktor VIII (FVIII) je esencijalni protein zgrušavanja krvi. On je takođe poznat kao antihemofilički faktor (AHF). Kod ljudi, faktor VIII je Kodiran F8 genom. Defekti tog gena dovode do hemophilije A, recesivnog X-vezanog koagulacionog poremećaja.

## Literatura
- Gitschier J (1991). „The molecular basis of hemophilia A”. Ann. N. Y. Acad. Sci. 614 (1 Process in Va): 89—96. PMID 1902642. doi:10.1111/j.1749-6632.1991.tb43694.x.
- White GC, Shoemaker CB (1989). „Factor VIII gene and hemophilia A”. Blood. 73 (1): 1—12. PMID 2491949.
- Antonarakis SE, Kazazian HH, Tuddenham EG (1995). „Molecular etiology of factor VIII deficiency in hemophilia A”. Hum. Mutat. 5 (1): 1—22. PMID 7728145. doi:10.1002/humu.1380050102.
- Lenting PJ, van Mourik JA, Mertens K (1999). „The life cycle of coagulation factor VIII in view of its structure and function”. Blood. 92 (11): 3983—96. PMID 9834200.
- Saenko EL; Ananyeva N; Kouiavskaia D;  . (2003). „Molecular defects in coagulation Factor VIII and their impact on Factor VIII function”. Vox Sang. 83 (2): 89—96. PMID 12201837. doi:10.1046/j.1423-0410.2002.00183.x.
- Lollar P (2003). „Molecular characterization of the immune response to factor VIII”. Vox Sang. 83. Suppl 1: 403—8. PMID 12617176.
- Fay PJ (2004). „Activation of factor VIII and mechanisms of cofactor action”. Blood Rev. 18 (1): 1—15. PMID 14684146. doi:10.1016/S0268-960X(03)00025-0.
- Lavigne-Lissalde G, Schved JF, Granier C, Villard S (2005). „Anti-factor VIII antibodies: a 2005 update”. Thromb. Haemost. 94 (4): 760—9. PMID 16270627. doi:10.1160/TH05-02-0118.
- Fang H, Wang L, Wang H (2007). „The protein structure and effect of factor VIII”. Thromb. Res. 119 (1): 1—13. PMID 16487577. doi:10.1016/j.thromres.2005.12.015.

## Spoljašnje veze
- Factor+VIII на 